# فطيرة بانوفي
فطيرة بانف (بالإنجليزية: Banoffee pie)‏ (كما وردت بانف أو بانوفي) أو بانوفي كيك أو بانوفي باي أو (نقحرة: بانوفي باي) هذا المسمى مركب من الكلمتين «الموز» و«التوفي».
هي  فطيرة حلوى من بريطانية تتكون من  الموز وقشدة مخفوقة (كريمة مخفوقة) وصلصة الكراميل السميكة (المصنوعة من مُربى الحليب او بتحويل الحليب المكثف إلى حليب مُكرمل بعملية السلق فيُصبح مُربى الحليب)، مُجتمعةً إما على قاعدة بسكويت زبدية أو قاعدة مصنوعة من البسكويت المفتت والزبدة. تشمل بعض الوصفات الأخرى أيضًا على الشوكولاتة أو القهوة أو كليهما.

## التاريخ
يرجع الفضل في صنع الكعكة لهارجريفز فال  في مطعم«راهب الجياع» في جيفينجتون، شرق ساسكس. تم تطوير هذه الحلوى في عام 1972، حيث تم استلهامه من الطبق الأمريكي المعروف باسم «فطيرة البلوم بالقهوة والتوفي»، التي تتكون من التوفي السلسة مع قشدة بنكهة القهوة. داودينج عدل على الوصفة فبدلاً من ذلك استخدامت نوع من توفي الكرمل اللينة التي تم صنعها بغلي علبة من الحليب المكثف، وعملت مع ماكينزي لإضافة طبقة من الموز. وأطلقوا على الطبق مسمى «بانوفي» وحقق نجاح فوري، وبما ان له شعبية لدى زبائنهم  «لم يزيلوها من القائمة».
اعتمدت المطاعم الأخرى على تلك الوصفة، وذكرت في القوائم في أستراليا وأمريكا. في عام 1994، بدأت العديد من محلات السوبر ماركت ببيع الفطيرة الأمريكية، مما دفع  ماكنزي نايجل لتقديم جائزة بقيمة 10,000 جنيه استرليني لأي شخص يثبت وجود وصفة لهذه الفطيرة قبل عام 1972. وضعت ماكنزي لوحة زرقاء أمام مطعم «راهب الجياع» مؤكدة أنها مسقط رأس البودنغ المفضلة في العالم.
الوصفة نشرت افي كتاب الأسرار الأعمق لمطعم «الراهب الجياع» في عام 1974 (الآن خارج الطباعة)، وأعيد طبعها في كتاب وصفات مطعم «راهب الجياع» الحديث في السماء مع «الراهب الجياع» (1997). إيان داودينج منذ ذلك الحين وضع وصفته الأصلية على الإنترنت لأنه «المتحاذق حول الإصدار الصحيح»، وذكر «ان حيوانه الأليف يكره فتات البسكويت وتلك الكريمة الفظيعة بخاخ». غالباً ما تتم طباعة الوصفة لهذه الفطيرة على معلبات حليب نستله المكثف، ولم يذكر اعتراف من أين اتت الوصفة.
الكلمة "بانف" قد دخلت اللغة الإنجليزية واستخدمت لوصف أي طعام أو المنتج به نكهة أو رائحة الموز والتوفي ".

## فطيرة بانف في الهند
فطيرة البانف هي حلوى لها شعبية كبيرة عند  الرحال في الهند، ويعتقد بانها وصلت في بداية عام 1978 أو عام 1979 مع تدفق شباب الغرب في المنطقة، الذيين اقتسموا وصفاتهم المفضلة مع المطاعم المحلية التي تهتم بهم. فطيرة بانف تلعب دورا أساسيا في معظم المدن السياحية والميزانية ابتداء من كنج ماكلويد ‏ في ولاية هيماتشيل براديش بشمال الهند حتى منتجعات غوا.